# Чудније ствари (2. сезона)
Друга сезона америчке научнофантастичне телевизијске серије Чудније ствари, насловљена Чудније ствари 2, приказана је 27. октобра 2017. Аутори серије су браћа Дафер који су такође њени извршни продуценти, поред Шона Ливија, Дена Коена и Ијана Питерсона.
У другој сезони глуме: Винона Рајдер, Дејвид Харбор, Фин Вулфхард, Мили Боби Браун, Гејтен Матаразо, Кејлеб Маклохлин, Ноа Шнап, Сејди Синк, Наталија Дајер, Чарли Хитон, Џо Кири, Дејкр Монтгомери, Кара Буоно, Шон Астин и Пол Рајзер. У споредним улогама су: Брет Гелман, Линеа Бертелсен, Метју Модин и Праја Фергусон. Друга сезона добила је веома позитивне критике, посебно због своје приче, развоја ликова, продукције, визуелних ефеката, глуме (посебно Харбора, Браунове, Шнапа, Кирија и Астина) и тамнијег тона у односу на претходну сезону.

## Радња
У јесен 1984. Вил Бајерс се нашао на мети великог ентитета са пипцима по имену Отимач умова који терорише грађане Хокинса, повлачећи Џојс и Хопера заједно са Мајковом сестром Ненси, Виловим братом Џонатаном и Ненсиним дечком Стивом, као и Виловим блиски пријатељима, Мајком, Дастином и Лукасом. Цела група, заједно са новајлијом Макс из Калифорније, као и Једанаестица морају још једном удружити снаге како би спречили претњу.

## Улоге

### Главне
- Винона Рајдер као Џојс Бајерс[2]
- Дејвид Харбор као Џим Хопер[2]
- Фин Вулфхард као Мајк Вилер[3]
- Мили Боби Браун[3] као Једанаестица / Џејн Ајвс
- Гејтен Матаразо као Дастин Хендерсон[3]
- Кејлеб Маклохлин као Лукас Синклер[3]
- Ноа Шнап као Вил Бајерс[3][4]
- Сејди Синк као Макс Мејфилд[4]
- Наталија Дајер као Ненси Вилер[3]
- Чарли Хитон као Џонатан Бајерс[3]
- Џо Кири као Стив Харингтон[4]
- Дејкр Монтгомери као Били Харгроув[4]
- Кара Буоно као Карен Вилер[5]
- Шон Астин као Боб Њуби
- Пол Рајзер као Сем Овенс

### Споредне
- Линеа Бертелсен као Кали / Осмица
- Џо Крест као Тед Вилер
- Кетрин Кертин као Клаудија Хендерсон
- Праја Фергусон као Ерика Синклер
- Брет Гелман као Мари Бауман
- Честер Рашинг као Томи Х.
- Кај Грин као Фаншајн
- Ренди Хевенс као Скот Кларк
- Џејмс Ландри Ебер као Аксел
- Ана Џејкоби Херон као Доти
- Габријела Мајден као Мик
- Роб Морган као полицајац Пауел
- Џон Пол Ренолдс као полицајац Калахан
- Челси Талмаџ као Карол
- Метју Кардаропл као Кит
- Метју Модин као Мартин Бренер[6]

## Епизоде
| Бр. еп. (укупно) | Бр. еп. (у сезони) | Наслов                                | Редитељ       | Сценариста        | Премијера         |
| ---------------- | ------------------ | ------------------------------------- | ------------- | ----------------- | ----------------- |
| 9                | 1                  | Прво поглавље: Побеснела Макс         | браћа Дафер   | браћа Дафер       | 27. октобар 2017. |
| 10               | 2                  | Друго поглавље: Чудовишна Ноћ вештица | браћа Дафер   | браћа Дафер       | 27. октобар 2017. |
| 11               | 3                  | Треће поглавље: Љубимац               | Шон Ливи      | Џастин Добл       | 27. октобар 2017. |
| 12               | 4                  | Четврто поглавље: Мудри Вил           | Шон Ливи      | Пол Дихтер        | 27. октобар 2017. |
| 13               | 5                  | Пето поглавље: Диг Даг                | Ендру Стантон | Џеси Никсон Лопез | 27. октобар 2017. |
| 14               | 6                  | Шесто поглавље: Шпијун                | Ендру Стантон | Кејт Трефри       | 27. октобар 2017. |
| 15               | 7                  | Седмо поглавље: Изгубљена сестра      | Ребека Томас  | Џастин Добл       | 27. октобар 2017. |
| 16               | 8                  | Осмо поглавље: Отимач умова           | браћа Дафер   | браћа Дафер       | 27. октобар 2017. |
| 17               | 9                  | Девето поглавље: Врата                | браћа Дафер   | браћа Дафер       | 27. октобар 2017. |